# Vuoto legislativo
Con l'espressione vuoto legislativo, in giurisprudenza e in diritto, si indica l'assenza di una normativa legislativa che regolamenti una determinata materia giuridica.
Tale vuoto può essere determinato a causa dell'inerzia del potere legislativo ovvero a causa dell'abrogazione di una normativa esistente che lascia sfornito di tutela ad esempio un diritto soggettivo della persona o una materia che l'ordinamento giuridico ha altrimenti interesse a regolamentare.